# Jaskinia Mała pod Zamkiem
Jaskinia Mała pod Zamkiem (Jaskinia Wyżnia pod Zamkiem) – jaskinia w Dolinie Kościeliskiej w Tatrach Zachodnich. Wejście do niej położone jest w zboczu Żaru, niedaleko Jaskini pod Zamkiem, na wysokości 1186 m n.p.m. Jaskinia jest pozioma, a jej długość wynosi 16 metrów.

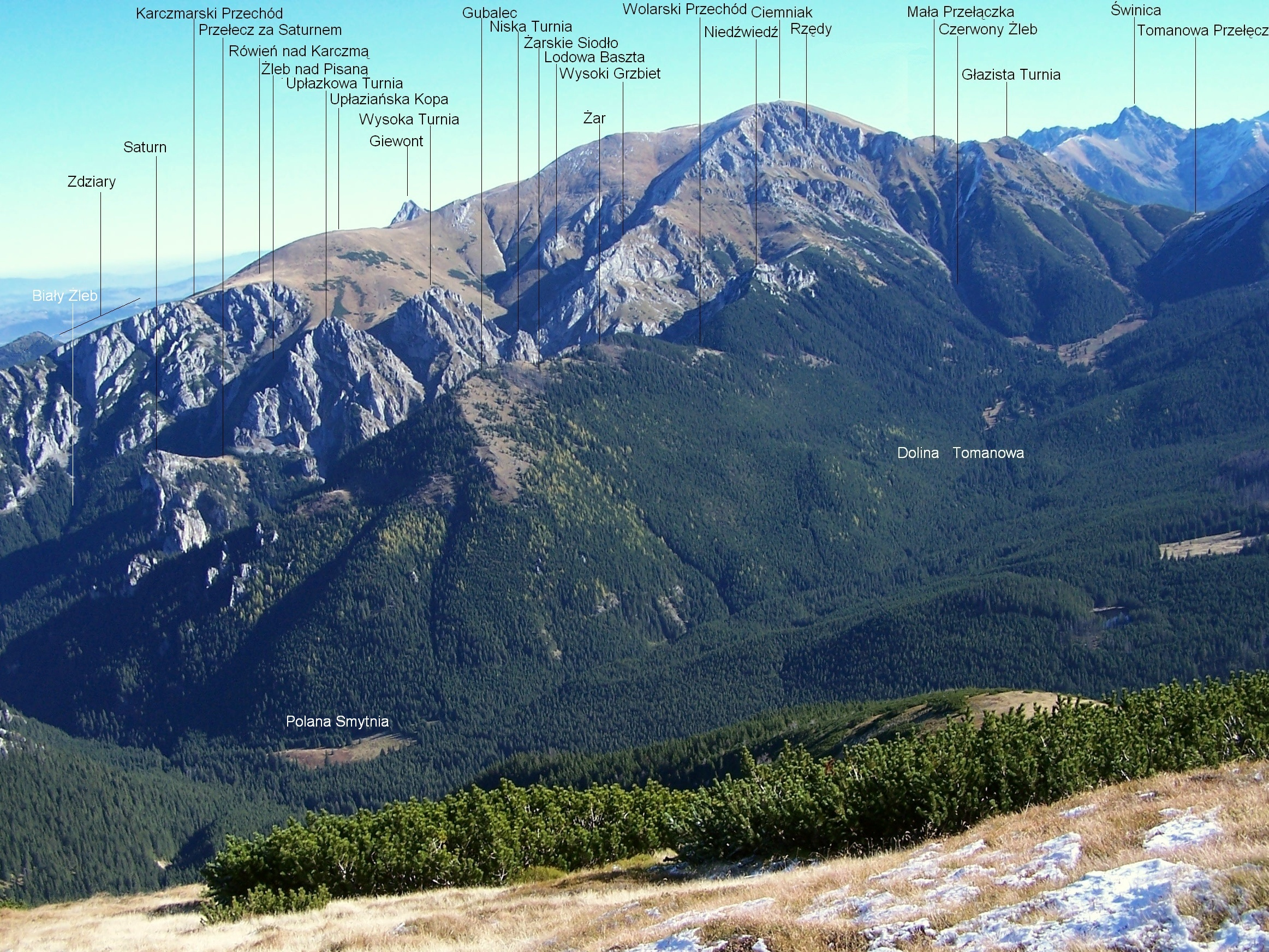
Na pierwszym planie Żar

## Opis jaskini
Główną częścią jaskini jest prawie prosty, niski korytarz zaczynający się w niewielkim otworze wejściowym a kończący namuliskiem. Jedyną boczną odnogą jest krótki korytarzyk (pod koniec rozgałęziający się) odchodzący z korytarza przed namuliskiem.

## Przyroda
W jaskini można spotkać nacieki grzybkowe, mleko wapienne i polewę naciekową. Ściany są mokre, rosną na nich mchy i porosty.

## Historia odkryć
Jaskinia była znana od dawna.